# テッパチ!
『テッパチ!』は、2022年7月6日から9月14日までフジテレビ系「水曜22時枠」にて放送された、陸上自衛隊を舞台としたテレビドラマ。主演は町田啓太（劇団EXILE）。

## 概要
全てのものに見限られて刹那的な人生を生きてきた若者が、陸上自衛隊の訓練生である自衛官候補生となり、過酷な訓練を受けながらも、大切な仲間と出会い、友情を育んでいくことで、人との繋がりの大切さを体現していく姿を描く。
「テッパチ」とは、訓練や演習等で着用する鉄帽（戦闘用ヘルメット）を指す自衛隊内の用語である。
ストーリーは2部構成になっている。前半の第1部では入隊までの経緯と自衛官候補生の訓練生活を、第7話以降の第2部では、訓練を終えて部隊に配属された自衛官としての活動を描く。
本作では防衛省の全面協力のもと、自衛官のエキストラ参加のほかに、陸上自衛隊が保有するヘリコプターや車輛などが実際に使用される。

## キャスト

### 主要人物
国生宙（）〈28〉
演 - 町田啓太（幼少期：後藤成貴）
2等陸士。あだ名は「チュウ（さん・君）」。酒豪であり喫煙者でもある。
幼き日に父を亡くし、母子家庭で育った。高校時代はラグビーで全国大会にも出場する期待の選手として知られていたものの、元来の協調性に欠けた振る舞いや周囲を顧みない視野の狭さ、短絡さが原因で怪我を負う。その際、周囲からの冷ややかな視線に耐え切れずに引退。その後、母の再婚が決まると居場所をなくし、一人暮らしを始め、建設現場などでその日暮らしの生活を続けてきた。
ある日、荒井竜次とつまらぬ喧嘩沙汰を起こし、職場の社長からこれまでの欠点を指摘された挙句、クビを宣告される。更に、住んでいたアパートも家賃滞納で退去させられてしまう。生活の土壇場に追い詰められ、八女純一の勧めで自衛官候補生として陸上自衛隊に入隊する。教育隊では一班に所属。
最初は入隊試験や入隊後の訓練も乗り気ではなく「合わなければ辞める」と公言したものの、周囲の人間に影響されて変わっていく。
運動神経や反射神経は高く努力家な面はあるものの、周囲からは竜次と一緒に「単細胞」とあだ名され、ビビリな面がある。
自衛官候補生の訓練課程修了後は陸上自衛官（2等陸士）に任官し、第一志望である普通科の隊員として南関東駐屯地に配属される。配属後は訓練と実践のギャップに苦しみながらも奮闘していく中、桜間から「いざとなったら周りが見えなくなるのが致命的な欠点」と指摘され、心が揺れ動く。
馬場良成（）〈24〉
演 - 佐野勇斗
2等陸士。会社員として勤務していたが、ある日、街中で陸上自衛隊の音楽隊が演奏する姿を見て音楽への情熱が再燃したことから入隊を決意する。後に宙のバディとなる。
生真面目で責任感が強く、周囲の揉め事にも積極的に仲裁に入る。人当たりが良く、成績優秀。
宙には入隊試験でトラブルで遅れた際にフォローされたこともあり、共に頑張るように奮起していた。
自衛官候補生の訓練課程修了後は宙と同じ南関東駐屯地の普通科部隊に配属される。第一志望は音楽科を志願していたが、倍率の高さや枠が空くチャンスの少なさから断念した。
職務や訓練に勤しむ中、桜間から音楽隊のトランペット担当に欠員が出た事でオーディションを受ける機会が舞い込み、前から音楽隊に入りたい事を知っていた宙や大木らから後押しや協力を受けて練習に励むも、自衛隊の広報活動で出会った葵と言う仲良くなった女性から「死にたいと思っている時に来るかどうか」の賭けをゲーム感覚で優しさや思いやりを弄ばれた挙句、せっかくのチャンスを不意にする羽目になり自暴自棄になった挙句、自殺未遂に走ってしまう。異変を感じた宙が探して救急搬送した事で一命を取り留めたものの、自身の夢を叶えようとする貪欲さも自衛隊員としての自覚が中途半端であった事実と協力してくれた同僚や家族の想いを不意にしてしまった強い罪悪感から自ら除隊してしまう。
桜間冬美（）〈28〉
演 - 白石麻衣
2等陸尉。北東京駐屯地教育隊で宙たちの指導教官を務める、防衛大学校卒のエリート。
見た目も人柄も凛々しく、自衛官候補生にとってはマドンナのような存在。
宙が竜次とトラブルを起こして怪我をした際、自ら手当し「協調性を持って行動すること」の重要さを教えた。
宙達の自衛官候補生の訓練課程修了後は1等陸尉に昇進。宙と馬場が配属された先の上官となった。
八女純一（）〈50〉
演 - 北村一輝
3等陸佐。教育隊の中隊長。通称「（八女の）オッサン」。元自衛官の妻と娘が1人いる。
宙たちを街中でスカウトして陸上自衛隊に誘った張本人で、一班の各隊員のことは手書きのノートに性格や特徴、経歴などを細かくまとめている（宙と竜次のことも喧嘩沙汰を起こした時からチェックしていた）。
教官として自衛隊の厳しさを教えていくが、スカウトの際は自ら食事を奢って気さくな態度で懐柔する。宙らの悪戯で細やかな被害に遭ったりと、どこか憎めない。
宙と同様に高卒で入隊した叩き上げ。学生時代はヤンチャばかりしていたものの、努力を積み重ねてエリートに引けを取らないポジションにまで辿り着いた。

### 第1部
荒井竜次（）〈25〉
演 - 佐藤寛太
2等陸士。元ヤンキーで喫煙者。その素行の悪さでネット上で話題になっている。
大手ゼネコン「荒井建設」の社長を務めている父の愛人の子として出生。生活自体は裕福で不自由が無く、愛人の子どもである竜次も同じ家庭で育っていたが、継母から疎まれ、父からも他愛の無い態度で接され、家庭に居場所がない寂しさを募らせて過激な問題行動に走っていた。なお、宙とは境遇は違っても寂しさを抱えていた点で共通している。
宙がフラフラと街を歩く中、些細なきっかけで殴り合いに発展して因縁が生まれる。同じく八女からスカウトされて運命かの如く、同じ陸上自衛隊の試験を受けて入隊。しかも宙と同じ班となり、再会時に因縁が再燃して何かと衝突するも、周囲からは宙とともに「単細胞」とあだ名されていた。
第2話で「体力測定で負けた方が去る」と勝負を宙に持ちかけ、さらに張り合いを激化。結果、自身が勝利を収めるが、彼のタバコを奪って「これでチャラにする」と言い、和解の兆しを見せた。
口喧嘩はその後も何かあるたびに続いているものの、出会った当初ほどの険悪さはなくなっている。
自衛官候補生の訓練課程修了後は第一志望である高射特科に配属される。
丸山栄一（）〈28〉
演 - 時任勇気
2等陸士。ガンマニアで、シューティングゲームの腕前は良い方。加えてミリタリーオタクである。あだ名は「丸さん」。一班の中では、渡辺や西に次いで明るく気さくな性格。
以前はSEとして勤務していたが、上司や同僚に軽んじられた態度（パワハラに近い扱い）で見られる日々に嫌気がさし、八女に誘われて入隊した。
入隊後、自信のあった銃器を扱う訓練で宙に後れを取って自信を失い、その中で元同僚の高木から資本金500万円と引き換えに起業する会社の立ち上げメンバーに誘われ心が揺らぐ。しかし、その話は嘘だった上に最初から金目当てだったに加え（加入する前に高木と話し合おうとする前の段階だったため金は支払っていない）、「お前の代わりはいくらでもいる」と会社を辞めたきっかけの言葉を軽蔑を交えてぶつけられる。しかし、メンバー達の励ましとサポートもあり、銃を使った訓練でトップに立ち、自信を取り戻して奮起し、自衛官になることを決意する。
自衛官候補生の訓練課程修了後は第一志望である機甲科に配属される。
武藤一哉（）〈19→20〉
演 - 一ノ瀬颯（幼少期：青木凰、中学時代：石毛宏樹）
2等陸士。愛称は「ムト（さん）」。無口で物静か。周囲の会話に加わらず、他者を寄せ付けないオーラを醸し出していた。
過去にトラウマを抱えており、フラッシュバックを起こしてしまう。
第3話にて父親からDVに遭っていたことが判明（暴力に耐えかねた母親は出ていってしまった）。左肩に傷があるが、刺そうとした父親に逆に組み伏せられて負ったものである。児童福祉施設で18歳まで育ち、工場勤務などを経て「誰かの役に立ってみたい」と就職活動の一環で志願。宙の提案による「訓練」に耐え切ったことでようやく笑顔を見せ、第3話のラストで20歳の誕生日を迎えた。
自衛官候補生の訓練課程修了後は第一志望である衛生科に配属される。
渡辺淳史（）〈26〉
演 - 坂口涼太郎
2等陸士。元芸人志望。おしゃべりが大好きで明るい。関西出身のため、時々関西弁が飛び出す。
最初は「トックティックス」としてコンビで漫才をやっていたが、相方から「俺は芸人を辞めないが、お前は辞めた方がいい」と切り捨てられ、八女のスカウトを受けて入隊した。今でも休みの日を見つけては元相方のライブ観戦に赴いたりと交流は続いている。
自衛官候補生の訓練課程修了後は第一志望である需品科に配属される。
小倉靖男（）〈22〉
演 - 池田永吉
2等陸士。元小説家志望。愛称は「オグ（さん）」。
動機はネタ探しのためであり、新人賞公募に悉く落選（出してみた作品もネット上での評判も芳しくない）し続けていたところをスカウトされる。
大食いで酒豪。愛嬌はあるものの、他者の気持ちを鑑みずに発言してしまう迂闊さも残っている。
女性自衛官であり成績もトップクラスの石崎奈央に好意を持つも、仕事と妊娠に悩み苦しむ彼女の気持ちを汲み切れず無意識に彼女を泣かせてしまう。彼女の除隊後は心機一転した。
自衛官候補生の訓練課程修了後は第一志望である会計科に配属される。
西健太（）〈18〉
演 - 藤岡真威人
2等陸士。候補生の中では最年少。宙からは年齢のことで茶化されている。人懐っこく、あだ名には「さん」を付ける。
実は家族全員がレンジャー隊員。
自衛官候補生の訓練課程修了後は第一志望である野戦特科に配属される。

### 第2部
風間速人（）〈29〉
演 - 工藤阿須加
宙が配属された南関東駐屯地の3等陸曹。クール系イケメン。要領が良く、クールガイで何かと女性からモテる。根は気さくで真っすぐな好青年。
休日は女性とのデートや合コンに勤しむプレイボーイに思われがちだが、実際は制圧術を習得するために柔道場へ通っていただけであり、本人の口から特別儀じょう隊の管轄である第302保安警務中隊に異動するために訓練に勤しんでいた事が判明した。
金子慎也（）〈35〉
演 - 桐山漣
35歳の陸士長→3等陸曹。中卒でギャンブル好き。借金が原因で妻と離婚してバツイチとなり、娘もいるが元妻に引き取られている。8話で桜間から告げられた陸士長としての年齢制限による自衛隊の残留条件で悩む中、宙や大木らの尽力と本人の努力もあって3曹への昇進試験に合格し、残留する事ができた。
大木隆之（）〈42〉
演 - 久保田悠来
班長を務める1等陸曹。酒飲みで筋肉マニア。女性が苦手で独身だが、班員思いの頼れるリーダー。
野村晴樹（）〈27〉
演 - 結木滉星
陸士長。頭脳明晰。宙達を除けば一番年下だが、先輩に媚びており、大木の腰巾着のような存在。一方で昇進試験で悩む金子の勉強を見たりする等、決して薄情な人間ではない。
芝山勝也（）〈19〉
演 - 水沢林太郎
一般人。スケートボードのオリンピック候補生だったが、災害事故の避難時に宙の誘導ミスによってトラックから落ち、足を骨折する重傷を負って、次の大会に出られなくなってしまう。その後は選手として復帰するため、リハビリに努めている。しかし、自身に付いていたスポンサーが全て離れた事もあって、選手を続ける自信を失くし再度謝罪に赴いた宙を拒絶した。

### その他
三輪早苗（）
演 - 山口香織里
宙の母。女手一つで宙を育ててきたが、宙が高校生の時、交際していた三輪公平の子を懐妊したのを機に再婚。宙が離れると、公平と新しい家庭を作っている。
三輪公平（）
演 - 小林博
早苗の再婚相手（宙の義父）。早苗と再婚する際に、宙を引き取る気はない代わりに一人暮らしになる宙の生活の援助を申し出ていた。
三輪茜（）
演 - 田中絆菜
早苗と公平との間にできた一人娘。
荒井毅（あらい たけし）/ 荒井智恵子（あらい ちえこ）
演 - ヨシダ朝 / 今井あずさ
竜次の両親。母との血の繋がりはない（竜次のほかに子どもが2人いる模様）。竜次のことは全く眼中に無いか煙たがるだけで愛情は介在せず、結果的に竜次を前述の問題行動に至らしめている。
吉田
演 - 菅原卓磨
宙たちの指導教官。
松本
演 - 南翔太
教官。
神宮寺一成
演 - 緋田康人
2等陸佐。第一部では北東京駐屯地教育隊で八女の上官にあたる大隊長。第二部では、宙たちが配属された部隊の副連隊長になっている。
小川太陽
演 - 平野宏周（第7話 - ）
陸上自衛官。
村山海斗
演 - 鈴木宏輔（第7話 - ）
陸上自衛官。
なつみ
演 - 長南舞（第7話 - ）
居酒屋「ちゅうとん家」の店員。
佐久間
演 - 豊田豪（第7話 - ）
陸上自衛官。

### ゲスト

#### 第1話
後藤
演 - 福田航
宙の高校時代の同級生でラグビー部の同期。
宙が勤めていた建設会社の社長
演 - 林和義
現場で協調性の無い宙に手を焼きつつも庇って働かせていたが、警察沙汰を起こしたことをきっかけに宙を見限って解雇する。その際も宙の開き直った態度に辟易しながら見送った。
ステーキ屋の店員
演 - 山岸綾佑

役名不明
演 - 諌山幸治、橋本恵一郎、寺田ムロラン

#### 第2話
いけぽよ
演 - 北代祐太（第5話）
渡辺の元相方。コンビ解散後はピン芸人として活動している。
役名不明
演 - 久留飛雄己

#### 第4話
高木裕介
演 - 神田聖司
丸山のSE時代の元同僚。丸山を「お前のような奴を切るなんてもったいない」と才能を褒めつつ、自身の起業計画に誘うが、実際はかつての上司と同じかそれ以上に見下しており、誘ったのも出資金名目で金を騙し取るつもりであった。丸山に全て知られたことで計画は頓挫するが、その際も開き直って一切謝らないどころか「お前の代わりはいくらでもいる」「金以外に誘う理由がある?」と丸山に屈辱と焦燥を植え付ける言葉を投げつけて立ち去った。

#### 第5話
石崎奈央（）
演 - 坂東希
自衛官候補生。WAC（女性自衛官）の訓練生の中でトップクラスの成績を誇る。実は妊娠しており、周囲にひた隠しにしている。訓練中に貧血で倒れてしまい、妊娠について悩む中、冬美から産休や育休の他にも有事の際には復帰できる制度を知らされる。が、最後は生まれる子供を思って除隊を決めた。
森下瑠理香（）
演 - 山本千尋
自衛官候補生。石崎奈央のバディ。
入山大吾（）
演 - 柏原収史
1等陸尉。「大規模震災における自衛隊派遣について」講義の特別講師。かつてはテレビ局でクイズ番組を制作していた。2度の震災を経験し、当時現場の最前線で救助活動をしていた八女の姿に心を打たれて自衛隊に入隊を決めた。
馬場正成（ばば まさなり）
演 - 中野剛（第10話）
良成の父。
馬場由希子（ばば ゆきこ）
演 - 黒沢あすか（第10話）
良成の母。
WAC候補生
演 - 小俣里奈、家喜由莉、矢島珠衣、久保桜、村野里菜、高﨑理紗子
役名不明
演 - 清水林太郎、坂梨由芽

#### 第7話
男児
演 - 舩附藍丈
災害時の輸送トラック内でおしっこに行きたがっていた少年。誘導員の宙が不在だったため、芝山勝也が彼をトイレに行かせようと勝手にトラックを降りようとした際、誤って転落し怪我してしまったが、そのときもしきりにおしっこと連呼するのみであった。その後トイレに行けたのかは不明。
女児
演 - 山本紗々萊

#### 第8話
理恵
演 - 三倉茉奈
金子の元妻。
花音
演 - 宮地美然（幼少期：小島叶誉）
7歳になる金子の娘。
役名不明
演 - 越康広

#### 第9話
石井春菜
演 - 工藤美桜
エステティシャン。宙たちとの合コンに参加する。合コンで出会った風間に好意を抱いてアプローチしたものの、素っ気ない対応（実際は風間が叶えたい目的の為に訓練に勤しんでいただけ）をされていただけだった。
日菜子
演 - 木下綾菜
春菜と合コンに参加する。
茉由
演 - 長谷川桃子
春菜と合コンに参加する。

#### 第10話
葵(25)
演 - 矢作穂香
マッチング応援団、参加者
深月(25)
演 - 玉井らん
マッチング応援団、参加者
京香(28)
演 - 吉田桃華
マッチング応援団、参加者
愛梨(23)
演 - 鈴木ユリア
マッチング応援団、参加者
琴美(26)
演 -
マッチング応援団、参加者
香蓮(24)
演 -
マッチング応援団、参加者
仁美(23)
演 -
マッチング応援団、参加者
Mr.クボタ
演 - 久保田かずのぶ（とろサーモン）
マッチング応援団「自衛隊スペシャル」の司会
葵の仲間
演 - 石崎日梨

#### 第11話
白井遥
演 - 小井圡菫玲

## スタッフ
- 脚本 - 本田隆朗、関えり香、諸橋隼人
- 演出 - 石川淳一（共同テレビ）、根本和政、都築淳一、北坊信一
- 音楽 - 福廣秀一朗
- 主題歌 - GENERATIONS from EXILE TRIBE「チカラノカギリ」（rhythm zone）[46]
- アクションコーディネーター - おぐらとしひろ[47]
- アクションクルー - 前川貴紀、岸本康太[47]
- 企画 - 渡辺恒也、江花松樹
- 企画・プロデュース - 栗原美和子（共同テレビ）
- プロデューサー - 山崎淳子（共同テレビ）
- 特別協力 - 防衛省、陸上自衛隊
- 制作協力 - 共同テレビ
- 制作著作 - フジテレビ

## 放送日程
| 部     | 各話                                                                        | 放送日  | サブタイトル                                    | 脚本     | 演出     | 視聴率 |
| ------ | --------------------------------------------------------------------------- | ------- | ----------------------------------------------- | -------- | -------- | ------ |
| 第一部 | 第1話                                                                       | 7月06日 | ヤケッパチな青年が陸上自衛官に!?                | 本田隆朗 | 石川淳一 | 7.6%   |
| 第一部 | 第2話                                                                       | 7月13日 | 負けた方が辞める!? 崖っぷちな男の意地           | 本田隆朗 | 石川淳一 | 5.6%   |
| 第一部 | 第3話                                                                       | 7月20日 | 何度でも立ち上がれ! 友情と涙の特別訓練!         | 関えり香 | 根本和政 | 4.7%   |
| 第一部 | 第4話                                                                       | 7月27日 | 守るために取り戻さなくてはならないもの          | 本田隆朗 | 根本和政 | 4.0%   |
| 第一部 | 第5話                                                                       | 8月03日 | 男女合同訓練! 彼女の秘密と、男たちの夢          | 関えり香 | 都築淳一 | 4.7%   |
| 第一部 | 第6話                                                                       | 8月10日 | 感動の第一部最終回! 最後で最大の難関を突破せよ! | 本田隆朗 | 石川淳一 | 4.2%   |
| 第二部 | 第7話                                                                       | 8月17日 | 第二部部隊編スタート 初現場出動に緊張!          | 関えり香 | 石川淳一 | 4.2%   |
| 第二部 | 第8話                                                                       | 8月24日 | 人生を賭けた大勝負! 最後の昇任試験              | 諸橋隼人 | 根本和政 | 4.6%   |
| 第二部 | 第9話                                                                       | 8月31日 | それぞれの進む道…班の結束に不穏な影             | 関えり香 | 北坊信一 | 4.1%   |
| 第二部 | 第10話                                                                      | 9月07日 | 夢に向かって進め! 大転機の果ての悲劇            | 本田隆朗 | 根本和政 | 4.3%   |
| 第二部 | 最終話                                                                      | 9月14日 | 激動の最終話! バディの絆と災害派遣要請          | 関えり香 | 石川淳一 | 4.8%   |
|        | 平均視聴率 4.8%（視聴率はビデオリサーチ調べ、関東地区・世帯・リアルタイム） |         |                                                 |          |          |        |

- 初回は22時 - 23時09分の15分拡大放送。
- 第4話は『東アジア E-1サッカー選手権2022 男子 第3戦 日本×韓国』の放送（19時 - 21時14分）[60]に伴う特別編成により20分繰り下げられ、22時20分 - 23時14分に放送された[61]。